# Agha Mohammad Chah
Pour les articles homonymes, voir Muhammad Shah.

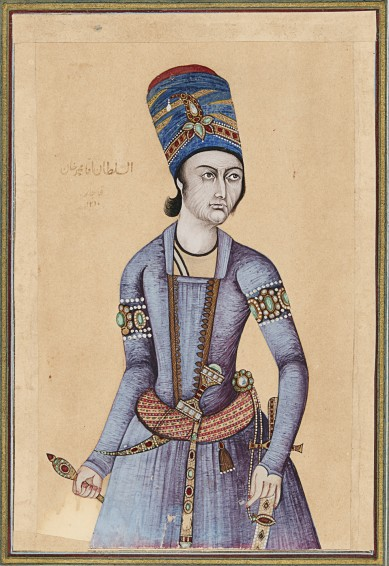
Portrait d'Agha Mohammad Chah, 1795.

Agha Mohammad Khan (en persan : آقامحمدخان قاجار) , né le 14 mars 1742 à Esterabad et mort le 17 juin 1797 à Chouchi et enterré à Nadjaf, est un chef eunuque de la tribu Kadjare, du nord de l'Iran, l'une des tribus turcomanes d'Iran. Il fit assassiner et crever les yeux du dernier chah de la dynastie Zand, pour s'emparer du trône et fonder la dynastie Kadjar en 1794.

## Biographie
Agha Mohammad est le fils du puissant Mohammad Hassan Khan, descendant de Gengis Khan.
Il est castré à l'âge de 7 ans probablement par Adel shah Afshar, vassal de la famille régnante Zand. Selon la biographie contenue dans les Rois Oubliés - l'épopée de la dynastie Radjare par son descendant, le Prince Ali Mirza Kadjar, le bourreau d'Agha Mohammad sectionna uniquement les testicules, afin de concilier ses ordres et la pitié qu'il avait pour un enfant qui autrement ne connaîtrait jamais les femmes. Ce geste ambigu de compassion dans une cruauté inspirée par des nécessités politiques allait grandement affecter sa vie et son style de gouvernement, extrêmement sévère, mais néanmoins visionnaire.
En 1762, il est capturé et envoyé comme prisonnier à Chiraz, la capitale des Zand. Il passe seize ans en captivité avant de fuir en 1779. La même année, la Perse connaît une période d'instabilité et de chaos à la suite de la mort de Karim Khan Zand. En l'espace de dix ans, cinq membres de la famille Zand se succèdent sur le trône du Paon, entre intrigues de palais et assassinats divers. Agha Mohammad Khan profite de l'occasion pour mener une rébellion en rassemblant les tribus kadjares. La rébellion se termine par la capture de Lotf Ali Khan Zand, le dernier roi de la dynastie.
Agha Mohammad Khan est le premier à établir la capitale à Téhéran en 1783. Ce n'était alors qu'un petit village au nord de la ville antique de Rey (Ragès, Téhéran).
En 1795, il attaque la Géorgie, royaume chrétien au nord de l'Iran et vassal de la Grande Catherine, impératrice de Russie. Il fait incendier Tiflis, et rétablit la souveraineté perse sur le territoire. La Russie va alors monter une expédition punitive contre la Perse.
La même année, il se fait couronner dans sa nouvelle capitale.
En quelques années, il reconquiert la plupart des dépendances iraniennes du Caucase et réunifie l'empire, dévasté depuis les Séfévides.
Il est considéré comme un souverain cruel, principalement à cause du sort qu'il réserve à son rival malheureux Lotf Ali Khan Zand et à sa famille et au châtiment infligé aux habitants de la ville de Kerman qui l'ont soutenu, où il demande à ses soldats de rendre aveugles plusieurs milliers de personnes. On sait néanmoins[Comment ?] qu'il était un homme pieux, et que la culpabilité que lui causaient une extrême sévérité et des actes impitoyables torturait sa conscience, car le soir en privé, il recherchait souvent la miséricorde divine.
Une année après son couronnement, il est assassiné le 17 juin 1797 dans son camp, après la prise de Chouchi au Karabagh, par deux de ses valets condamnés à mort pour une dispute et laissés en liberté pour la nuit.
Son neveu Bâbâ Khan, gouverneur de Fars, lui succède en prenant le nom de Fath Ali.

## Famille
Il est le fils du chef Qadjar Mohammad Hassan Khan (1715 - 1758 ou 1759) et d'Aqa Badji (? - 1802) .
Eunuque, il n'a pas eu de descendance directe.